# Menden (Sauerland)
Pour les articles homonymes, voir Menden (homonymie).
Menden (Sauerland) est une ville d'Allemagne, dans le Land de Rhénanie-du-Nord-Westphalie.

## Géographie
1. Carte dynamique
2. Carte Openstreetmap
3. Carte topographique
4. Carte avec les communes environnantes

## Histoire
| Appartenances historiques Électorat de Cologne 1180-1803 Landgraviat de Hesse-Darmstadt 1803-1806 Grand-duché de Hesse 1806-1815 Royaume de Prusse (Province de Westphalie) 1815-1918 République de Weimar 1918-1933 Reich allemand 1933-1945 Allemagne occupée 1945-1949 Allemagne 1949-présent |

## Architecture
- Église Saint-Vincent
- Teufelsturm
- Château de Rodenberg
- Église du Saint-Esprit
- Église Saint-Antoine
- Ancienne apothicairerie
- Altes Rathaus, ancien hôtel de ville

## Événements
- Le carnaval de Menden a lieu tous les ans depuis 1700. Le défile traditionnel a lieu le dimanche des tulipes (Tulpensonntag), appellation en vigueur pour les carnavals de Rhénanie et de Sarre à propos du dimanche d'avant mardi gras. Des nombreux chars et fanfares et défilés costumés traversent la ville.
- La procession du Vendredi saint est l'une des plus importantes de la région avec un chemin de croix de 2,5 km dont les stations sont des Heiligenhäuschenen (petites niches en forme de chapelles pour les saints). Elle démarre à l'église Saint-Vincent et se termine à la chapelle Saint-Antoine sur le Rodenberg. Certaines années, comme en 2008, les processions du chemin de croix ont lieu du mercredi saint au samedi saint au matin.

## Jumelage
- Braine-l'Alleud (Belgique)
- Aire-sur-la-Lys (France)
- Marœuil (France)

## Personnalités liées à la commune
- Augustin Henninghaus (1862-1939), missionnaire et vicaire apostolique en Chine